# Sava Petrov
Sava Petrov (Servisch: Сава Петров) (Belgrado, 18 juni 1998) is een Servisch voetballer die sinds 2021 uitkomt voor Olimpija Ljubljana.

## Carrière
Petrov is een jeugdproduct van FK Partizan, waar hij bij de jeugd gemiddeld 25 goals per seizoen scoorde. In augustus 2016 ondertekende hij zijn eerste profcontract bij de club. Partizan leende Petrov in het seizoen 2016/17 uit aan satellietclub FK Teleoptik. Met vier goals in twintig wedstrijden droeg hij zijn steentje bij aan de titel van de club in de Srpska Liga Belgrado. Na het seizoen keerde hij terug naar Partizan, waar hij de voorbereiding op het seizoen 2017/18 meemaakte. In augustus 2017 werd zijn contract er in onderling overleg ontbonden. Petrov tekende vervolgens als vrije speler bij FK Spartak Subotica. In het seizoen 2017/18 mocht hij daar slechts één competitiewedstrijd spelen.
In juni 2018 ondertekende Petrov een contract voor drie seizoenen bij de Belgische tweedeklasser KVC Westerlo. Aanvankelijk moest hij het er stellen met invalbeurten. Na een goede invalbeurt tegen KFCO Beerschot Wilrijk kreeg hij op de zestiende speeldag zijn eerste basisplaats tegen Union Sint-Gillis. Waar hij aan het begin van zijn debuutseizoen nog werd gezien als een wissel op de toekomst, werd hij in december 2018 geroemd door zijn trainer Bob Peeters – volgens hem was er op dat moment geen snellere spits in België dan Petrov. Op de 25e speeldag zorgde Petrov tegen AFC Tubize met een rush vanaf de middellijn voor het enige doelpunt van de wedstrijd, waardoor Westerlo in de running bleef voor Play-off 2. Petrov sloot zijn debuutseizoen bij Westerlo uiteindelijk af met drie goals (twee in de reguliere competitie en één in Play-off 2).
In zijn tweede seizoen bij Westerlo begon Petrov als basisspeler, maar later in het seizoen werd hij in de rangorde voorbijgestoken door Ambroise Gboho en de uit blessure teruggekeerde Igor Vetokele. In augustus 2020 werd hij voor een seizoen uitgeleend aan reeksgenoot Lierse Kempenzonen, waar hij de eerste buitenlander bij de club werd sinds de heropstart van de club in 2018. Dat avontuur eindigde in mineur, want begin april 2021 werd hij voor de rest van het seizoen op non-actief gezet door de club. Na afloop van het seizoen verliet hij België voor een avontuur bij de Sloveense eersteklasser NK Olimpija.

## Clubstatistieken
| Seizoen     | Club                 | Competitie      | Competitie | Competitie | Competitie | Beker | Beker | Beker | Internationaal | Internationaal | Internationaal | Totaal | Totaal | Totaal |
| Seizoen     | Club                 | Competitie      | Wed.       | Dlp.       | Ass.       | Wed.  | Dlp.  | Ass.  | Wed.           | Dlp.           | Ass.           | Wed.   | Dlp.   | Ass.   |
| ----------- | -------------------- | --------------- | ---------- | ---------- | ---------- | ----- | ----- | ----- | -------------- | -------------- | -------------- | ------ | ------ | ------ |
| 2016/17     | FK Partizan          | Superliga       | 0          | 0          | 0          | 0     | 0     | 0     | —              | —              | —              | 0      | 0      | 0      |
| Club Totaal | Club Totaal          | Club Totaal     | 0          | 0          | 0          | 0     | 0     | 0     | 0              | 0              | 0              | 0      | 0      | 0      |
| 2016/17     | → FK Teleoptik       | Srpska Liga     | 0          | 0          | 0          | 0     | 0     | 0     | —              | —              | —              | 0      | 0      | 0      |
| Club Totaal | Club Totaal          | Club Totaal     | 0          | 0          | 0          | 0     | 0     | 0     | 0              | 0              | 0              | 0      | 0      | 0      |
| 2017/18     | Spartak Subotica     | Superliga       | 1          | 0          | 0          | 0     | 0     | 0     | —              | —              | —              | 1      | 0      | 0      |
| Club Totaal | Club Totaal          | Club Totaal     | 1          | 0          | 0          | 0     | 0     | 0     | 0              | 0              | 0              | 1      | 0      | 0      |
| 2018/19     | KVC Westerlo         | Eerste klasse B | 30         | 3          | 3          | 1     | 0     | 0     | —              | —              | —              | 31     | 3      | 3      |
| 2019/20     | KVC Westerlo         | Eerste klasse B | 14         | 1          | 1          | 1     | 0     | 0     | —              | —              | —              | 15     | 1      | 1      |
| Club Totaal | Club Totaal          | Club Totaal     | 44         | 4          | 4          | 2     | 0     | 0     | 0              | 0              | 0              | 46     | 4      | 4      |
| 2020/21     | → Lierse Kempenzonen | Eerste klasse B | 20         | 4          | 3          | 0     | 0     | 0     | —              | —              | —              | 20     | 4      | 3      |
| Club Totaal | Club Totaal          | Club Totaal     | 20         | 4          | 3          | 0     | 0     | 0     | 0              | 0              | 0              | 20     | 4      | 3      |
| 2021/22     | NK Olimpija          | Prva Liga       | 1          | 1          | 0          | 0     | 0     | 0     | 2              | 0              | 0              | 3      | 1      | 0      |
| Club Totaal | Club Totaal          | Club Totaal     | 1          | 1          | 0          | 0     | 0     | 0     | 2              | 0              | 0              | 3      | 1      | 0      |
| 2021/22     | FK Mladost           | Superliga       | 11         | 2          | 0          | 0     | 0     | 0     | —              | —              | —              | 11     | 2      | 0      |
| Club Totaal | Club Totaal          | Club Totaal     | 11         | 2          | 0          | 0     | 0     | 0     | 0              | 0              | 0              | 11     | 2      | 0      |
| 2022/23     | FK Radnički Niš      | Superliga       | 15         | 0          | 2          | 1     | 0     | 0     | 2              | 1              | 1              | 18     | 1      | 3      |
| Club Totaal | Club Totaal          | Club Totaal     | 15         | 0          | 2          | 1     | 0     | 0     | 2              | 1              | 1              | 18     | 1      | 3      |
| TOTAAL      | TOTAAL               | TOTAAL          | 92         | 11         | 9          | 3     | 0     | 0     | 4              | 1              | 1              | 99     | 12     | 10     |

Bijgewerkt op 3 juli 2021.